# Jacopo Comin (politico)
Jacopo Comin (Padova, 16 marzo 1832 – San Gregorio d'Alife, 11 settembre 1896) è stato un politico italiano.

## Biografia
Fu eletto deputato nel Caserta per la prima volta nella IX legislatura del Regno d'Italia. Fu poi rieletto consecutivamente fino alla XVIII legislatura (fatta eccezione per il periodo 1870-74 dell'XI legislatura).